# Maxime Cherblanc
Maxime Cherblanc, né le 3 avril 1983 à Belley (Ain), est un handballeur français évoluant au poste de  pivot.

## Biographie
Maxime Cherblanc effectue son sport-étude au Lycée Louis Armand de Chambéry aux côtés de joueurs comme Benjamin Gille, Cyril Dumoulin ou encore Emeric Paillasson qu'il retrouve plus tard à Chartres.
En octobre 2008, le Mainvilliers-Chartres Handball recrute Maxime Cherblanc. Sans club depuis son départ de Chambéry en juin 2008, Cherblanc fait le choix de venir renforcer le collectif Mainvillo-Chartrain. Il s'engage jusqu'en juin 2010.
Au terme de la saison 2010-2011, Maxime Cherblanc est élu pivot le plus performant de Nationale 1, et ce pour la troisième fois d'affilée
Au terme de la saison 2012-2013, Maxime Cherblanc est élu meilleur pivot de ProD2.
Durant l'été 2013, Pascal Mahé devient l’entraîneur du Chartres MHB 28 et choisi Maxime Cherblanc comme capitaine. Le pivot aborde alors sa sixième saison sous les couleurs chartraines.

## Statistiques
| Saison  | Club        | Matchs | Buts / tirs | Avert. | 2 min |
| ------- | ----------- | ------ | ----------- | ------ | ----- |
| 2004-05 | Chambéry SH | 1      | 0           | 0      | 0     |
| 2005-06 | Chambéry SH | 1      | 0           | 0      | 0     |
| 2006-07 | Chambéry SH | 16     | 20 / 21     | 1      | 6     |
| 2007-08 | Chambéry SH | 17     | 25 / 29     | 0      | 4     |
| Total   | -           | 35     | 45 / 50     | 1      | 10    |

## Vie privée
Lors de la saison 2014-2015, en parallèle de son emploi à temps plein au Chartres MHB 28, Maxime Cherblanc suit une formation de préparateur physique dispensée par l'INSEP pour les sportifs ou ex-sportifs et entraîneurs. C'est une formation continue à distance avec stage pratique qui se déroule au centre de formation chartrain pour Cherblanc. Il intervient aussi dans un club de volley-ball parisien, le PUC Volley (ProA masculine).